# チッチゼミ
チッチゼミ は、カメムシ目（半翅目）・セミ科に分類されるセミの一種。日本では最小のセミの一つである。
従来までの分類では属についてはCicadettaであったが、Lee(2008)により、Kosemiaに独立されている。

## 分布
日本北海道の渡島半島、本州、四国、九州。

## 形態
全長27-32mm、体長20-28mm。体色は黒色。

## 生態
マツ、スギなど針葉樹でみられる。出現期は8月上旬から10月中旬。「チッチ」と鳴く。